# Jan Justus Dingemans
Jan Justus Dingemans ('s-Gravenzande, gedoopt 27 januari 1771 - Curaçao, 16 augustus 1822) was een Nederlands marineofficier. Als luitenant-ter-zee met het bevel over de Hollandse gaffelkanonneerboot "De Vos" veroverde hij op de Dollard een Britse brik, de H.M.S. The Ferrerer. Toen hij de buitgemaakte Britse vlag op 19 mei 1807 aan de Hollandse koning Lodewijk Napoleon aanbood ontving hij een ridderkruis in de Orde van de Unie. Na de annexatie van Holland door Napoleon I werd hij "Lieutenant de vaisseau" of eerste luitenant in de Franse marine. Begin jaren 1820 was hij commandeur van de brik De Kemphaan op Curaçao, alwaar hij overleed.